# Mafia III
Mafia III este un joc video de acțiune-aventură, dezvoltat de Hangar 13 și publicat de 2K Games pentru platformele Microsoft Windows, OS X, PlayStation 4 și Xbox One. Este al treilea joc din seria Mafia și titlul de debut al celor de la Hangar 13. Acțiunea are loc în anul 1968, în orașul New Bordeaux, o versiune reproiectată a orașului New Orleans, și îl urmărește pe Lincoln Clay, orfan și veteran al Războiului din Vietnam, care dorește să formeze o nouă organizație criminală pentru a se confrunta cu mafia italiană. Jocul a fost lansat pe 7 octombrie 2016, și a primit un răspuns critic mixt. Versiunea pentru MacOS a fost lansată pe 11 mai 2017.

## Gameplay

Protagonistul în luptă

Mafia III este un joc video de acțiune-aventură, jucat din perspectiva third-person, în care jucătorul își asumă rolul lui Lincoln Clay, un veteran al Războiului din Vietnam, care este în căutarea răzbunării pentru prietenii săi, uciși de mafia locală. Acțiunea are loc în anul 1968, în orașul New Bordeaux, o versiune reproiectată a orașului New Orleans, harta open world fiind mai mare decât hărțile din Mafia I și Mafia II combinate. Harta din Mafia III este formată din zece districte: Bayou Fantom, Delray Hollow, Barclay Mills, Frisco Fields, Pointe Verdun, Tickfaw Harbour, Southdowns, River Row, Downtown, și French Ward. Jucătorii pot completa obiectivele prin diferite metode. De exemplu, jucătorul poate folosi armele furnizate de joc, precum pușca și revolverul, pentru a-i elimina pe inamici, sau pot cere ajutorul unor prieteni. 
Alternativ, ei pot folosi stealth-ul pe durata întregii misiuni, și nu vor fi observați de inamici. În plus, jucătorii pot realiza mișcări de execuție și de încăierare. Jocul are și un sistem de cover, care le permite jucătorilor să se ascundă după obiecte și să evite gloanțele inamicilor. Jucătorii pot interoga personaje NPC după ce le-au învins, pentru a obține informații asupra obiectivelor. Jucătorii pot ataca și prelua controlul locațiilor deținute de mafia italiană; și își pot trimite unul dintre locotenenți să conducă acea locație. Jocul le permite jucătorilor să conducă mașini din epoca respectivă cu mecanici realiste și melodii din acea vreme.

## Poveste
Mafia III are loc în anul 1968, și urmărește povestea lui Lincoln Clay, un orfan mulatru care a luptat în Războiul din Vietnam, și care a fost adoptat ulterior de membri ai mafiei negre din New Bordeaux. După ce a fost lăsat la vatră, el s-a întors în New Bordeaux pentru a se reuni cu tatăl său adoptiv, Sammy Robinson, și fratele său vitreg, Ellis. Plănuind să meargă în California, Lincoln află ulterior de un război între banda lui Sammy și haitienii din oraș, și că Sammy îi datorează o sumă imensă de bani lui Sal Marcano, Don-ul familiei criminale Marcano (inspirat după Carlos Marcello și familia mafiotă din New Orleans). Lincoln se întâlnește cu Sal, care îi insinuează că Sammy este prea bătrân pentru a mai conduce și îi sugerează lui Lincoln să îi ia locul. Cu toate acestea, Lincoln refuză, fiindu-i loial lui Sammy, dar îl ajută pe fiul lui Sal, Giorgi, să jefuiască Rezerva Federală din Louisiana, pentru a avea destui bani să-i plătească datoria lui Sammy. Jaful se încheie cu succes, dar Sal și Giorgi îi omoară ulterior pe Sammy și Ellis, și-l lasă pe Lincoln să moară. Părintele James, unul dintre prietenii vechi ai lui Lincoln, îl salvează și îl ajută să-și revină în puteri. În timp ce se recuperează, Lincoln îl contactează pe John Donovan, manipulant CIA. Donovan acceptă să-și dezvăluie informațiile pentru a-l ajuta pe Lincoln să se răzbune pe familia Marcano și să stăpânească New Bordeaux, cu toate că motivația lui este încă neclară. 
Pentru început, Lincoln recrutează trei prieteni criminali ca și subalterni: lordul mafiei haitiene Cassandra (care încă nu se încrede complet în Lincoln, datorită asasinării predecesorului ei în timpul războiului cu Sammy), liderul mafiei irlandeze, Thomas Burke, al cărui fiu Danny a fost înșelat și omorât în timpul jafului, și Vito Scaletta, un mafioso exilat din Empire Bay (un New York fictiv) care a fost și el înșelat de Sal, și protagonistul din Mafia II. După ce îi elimină pe locotenenții lui Marcano: Ritchie Doucet, Roman "Măcelarul" Barbieri, și Michael Grecco, Lincoln le atribuie cele trei teritorii ale acestora subalternilor și le dezvăluie planul său: împreună, îi vor elimina sistematic pe membrii familiei Marcano, iar Lincoln va decide ce subaltern va controla respectivul district. Din acest moment, atribuirea unui teritoriu respectivului subaltern va debloca beneficii, iar sprijinul material va crește pentru Lincoln, care poate completa misiuni pentru a-și întări loialitatea față de ei. Cu toate acestea, dacă jucătorul va enerva un subaltern în mod repetat (prin nedăruirea unui nou district), ei îi vor declara război lui Lincoln, iar el va fi forțat să-i omoare.
Donovan își dezvăluie în continuare informațiile, iar Lincoln elimină alți membri-cheie ai familiei Marcano: chefliul Enzo Conti (pe care Lincoln îl cruță după ce află că era prieten vechi cu Sammy), consigliere Tony Derazio, și contrabandistul Frank Pagani. El află că Sal plănuiește să mușamalizeze afacerile familiei Marcano prin construirea unui nou cazino cu ajutorul banilor contrafăcuți și cu ajutorul afaceristului rasist Remy Duvall. El îl omoară pe Duvall, care o dezonorează pe Olivia Marcano (care este apoi omorâtă de Giorgi), dar și pe caporalii Lou și Tommy Marcano. După ce încercarea de a-l omorî pe Lincoln eșuează, Sal și Giorgi își cheamă ultimii oameni rămași la cazinoul neterminat pentru ultima redută. Lincoln îl omoară pe Giorgi și îl confruntă pe Sal în biroul său. Sal îi explică că el doar a dorit să-l protejeze pe Giorgi, și îi dă oportunitatea lui Lincoln de a-l omorî. Dacă el face asta, atunci Lincoln îl va înjunghia pe Sal și îl va arunca pe fereastră, dar dacă așteaptă puțin timp, Sal se va sinucide.
După ce Lincoln părăsește cazinoul, se întâlnește cu Leo Galante, reprezentatul Comisiei. Lincoln îl asigură pe Leo că se afla în conflict doar cu familia Marcano, iar acest lucru s-a terminat odată cu moartea lui Sal. Satisfăcut, Leo îi permite lui Lincoln să controleze New Bordeaux, cu condiția de a trimite 20% din câștiguri Comisiei, precum făcea și Sal înainte. Întorcându-se la Donovan și la Părintele James, Lincoln trebuie să decidă următoarea mișcare a sa: să plece din New Bordeaux sau să preia controlul orașului cu sau fără ajutorul subalternilor săi.
Dacă Lincoln părăsește New Bordeaux, el dispare efectiv din viața publică, ocazional trimițându-i vederi Părintelui James din diferite părți ale lumii. Subalternul cu cele mai multe districte va prelua controlul orașului. Dacă Lincoln conduce New Bordeaux împreună cu subalternii săi, el își va extinde imperiul criminal prin tot Sudul Statelor Unite și va deveni un filantrop renumit. Cu toate acestea, Părintele James își va arăta disprețul față de ceea ce a devenit Lincoln. Dacă Lincoln alege să conducă New Bordeaux singur, el își va omorî subalternii, dar va fi apoi asasinat de o bombă plantată într-o mașină de către Părintele James, care va avea remușcări pentru tot restul vieții. 
În ultima secvență, Donovan este adus în fața judecătorilor din Senat, pentru venirea la putere a lui Lincoln. Donovan explică că l-a ajutat pe Lincoln datorită faptului că a descoperit dovezi cum că Sal a fost unul dintre conspiratorii responsabili pentru asasinarea lui John F. Kennedy, și că unul dintre judecătorii din Senat a fost și el implicat tot ca și conspirator în dosarele lui Sal. Donovan îl omoară apoi pe judecător cu un pistol echipat cu amortizor și declară că îi va trage la răspundere pe toți cei responsabili pentru moartea președintelui Kennedy.

## Dezvoltare
Zvonurile despre joc au început să apară în august 2011. În noiembrie 2012, 2K Czech, dezvoltatorul jocurilor Mafia: The City of Lost Heaven și Mafia II, a anunțat că se lucrează la un joc "AAA, top secret". Cu toate acestea, compania a trecut printr-un proces de restructurare, iar pe 10 ianuarie 2014 studioul din Praga s-a închis, resursele fiind alocate nou-construitului studiou din Novato, California. Un nou studiou numit Hangar 13 a fost stabilit de 2K Games în Novato, în cursul aceluiași an. Condus de Haden Blackman, care a lucrat anterior la LucasArts, studioul a afirmat că lucrează la un proiect nou.
Primul trailer oficial al jocului a fost distribuit de 2K pe 28 iulie 2015 și a fost dezvăluit la Gamescom 2015. Mafia III a fost lansat pe 7 octombrie 2016, pentru platformele Microsoft Windows, OS X, PlayStation 4 și Xbox One.
Hangar 13 și 2K Games au dorit să rămână la calitatea oferită și în jocurile anterioare. Jocul folosește software-ul grafic Simplygon. Dezvoltatorii au fost interesați să creeze o lumea bazată pe orașul New Orleans și au stabilit ca anul să fie 1968. Echipa a folosit mai multe fotografii vechi pentru a recreea lumea. Anumite alternanții ale lumii au fost făcute pentru a se potrivi cu povestea: golful a fost apropiat mai mult de oraș, cu toate că în Louisiana distanța este mai mare; stadionul Superdome a fost construit în 1968, dar este exclus din joc. Echipa a intenționat să creeze o lume accesibilă pentru cursele cu mașini. Dezvoltatorii au dorit și să se îndepărteze de cadrul mafiei italiene și să reprezinte o altă parte a situațiilor ce implică mafia. O altă metodă de a crea un ton special și o atmosferă în joc a fost folosirea melodiilor licențiate. Haden Blackman a anunțat că Mafia III va include "o tonă de melodii grozave" din anii '60.
Rapper-ul american Ice Cube a colaborat cu DJ Shadow la compunerea piesei "Nobody Wants to Die" pentru promovarea jocului.

## Lansare

### Limitările cadrelor pe secundă
După lansare, a fost descoperit că versiunea pentru PC era blocată la 30 FPS; un patch pentru a debloca limitarea cadrelor pe secundă și pentru a se adresa altor probleme din joc a fost lansat ulterior.

### Jocul pentru mobil
Un joc pentru mobil, numit Mafia III Rivals, dezvoltat de Cat Daddy Games pentru Android și iOS, a fost lansat și are legătură cu jocul principal. Rivals este prezentat ca un joc RPG cu mecanici de luptă turn-based.

### Controversele Ediției Deluxe pentru PC
După lansarea jocului, au apărut controverse în legătură cu versiunea fizică a Ediției Deluxe Mafia III pentru PC, unii dintre clienții ce au achiziționat jocul de la magazine locale sau online s-au plâns datorită faptului că în copia jocului nu există manualul ce conține codul de activare pe Steam.

## Recepție
Mafia III a primit recenzii "mixte", conform site-ului Metacritic. Criticii au lăudat povestea, personajele, și tematica întunecată, dar au criticat gameplay-ul repetitiv, lumea open world pustie, și prezența numeroaselor probleme tehnice.
Alex Donaldson de la VG247 i-a acordat jocului o recenzie mixtă, spunând, "Mafia 3 conține una dintre poveștile mele preferate ale anului, prezentări splendide, o coloană sonoră grozavă și o lume interesantă. Din nefericire, designul misiunilor și randamentul sunt foarte slabe." În recenzia sa de 2/5 stele, Sam White de la The Guardian a scris, "Pentru a spune că Mafia III este o dezamăgire este o laudă. Are toate elementele pentru a forma un joc grozav: povestea și mizanscena sunt superbe, direcția și stilul sunt grozave, dar mecanica este arhaică și neimaginativă."
Marty Sliva de la IGN i-a acordat jocului o notă de 7.5 din 10, sumarizând recenzia cu: "Personajele de sine stătătoare și povestea din Mafia 3 m-au captivat, dar gameplay-ul a arătat rar altceva decât buguri și misiuni repetitive. Și asta e un minus, deoarece Lincoln este un protagonist incredibil, iar New Bordeaux este un cadru fantastic, și ar fi fost grozav să le vedem la treabă." Brian Mazique de la Forbes i-a acordat jocului o notă de 8.1/10, spunând, "Jocul poate nu promite marea cu sarea, dar dacă iubești un protagonist complicat și nu cauți mecanici de gameplay care rup gura târgului în inovație și control, acesta este jocul pe care îl cauți."
A fost al doilea cel mai bine vândut joc în Regatul Unit în săptămâna lansării, fiind doar în spatele lui FIFA 17. Lansarea Mafia III a marcat cea mai profitabilă lansare din toate timpurile a unui joc Mafia în Regatul Unit, vânzările fiind cu 58,7% mai mari decât la Mafia II. Pe 2 noiembrie 2016, Take-Two Interactive a anunțat că jocul a vândut peste 4,5 milioane de unități în prima săptămână de la lansare și a stabilit un nou record pentru 2K Games. Pe 7 februarie 2017, Take-Two Interactive a anunțat că jocul a fost vândut în peste 5 milioane de copii.